# واکنش‌گر تبه
واکنش‌گر تبه (به انگلیسی: Tebbe's reagent) با فرمول شیمیایی C13H18AlClTi یک ترکیب آلی فلزی (ارگانومتالیک) است که جرم مولی آن ۲۸۴٫۶۰ گرم بر مول می‌باشد. این ترکیب در افزودن متیلن به ترکیبات کربونیل استفاده می‌شود.
شکل زیر نحوه انجام این واکنش را نشان می‌دهد.